# Шрётер, Йозеф
Йо́зеф Шрётер (нем. Joseph Schröter; 1837—1894) — немецкий врач и миколог.

## Биография
Йозеф Шрётер родился 14 марта 1837 года в городе Пачкау в Германии (ныне Пачкув, Польша). Учился в школе в Пачкау, в 1855 году поступил в Университет Бреслау. В 1856 году Шрётер стал членом Академии Кайзера Вильгельма. В 1859 году он стал доктором медицины, в том же году получил степень доктора философии. С 1865 по 1892 Йозеф Шрётер работал военным врачом. В 1866 году Йозеф стал ассистентом Фердинанда Кона в Институте физиологии растений Университета Бреслау. Шрётер принимал участие во Франко-прусской войне 1870—1871 годов. В 1886 году он стал адъюнкт-профессором микологии и бактериологии, в 1890 — профессором, преподавал в Университете Бреслау. Шрётер умер 12 декабря (по другим данным — 6 декабря) 1894 года в Бреслау от малярии после возвращения из экспедиции в Турцию.

## Награды
- Орден Короны 4-го класса (1866, королевство Пруссия)
- Железный крест (1870) 2-го класса на белой ленте с чёрными полосками (1870)
- Орден Церингенского льва рыцарский крест 1-го класса (1874)
- Орден Красного орла 3-го класса с бантом (1892)

## Некоторые научные работы Й. Шрётера
- Die Brand- und Rostpilze Schleisens (1871)
- Ein Beitrag zur Kenntniss der nordischen Pilze (1880)
- Die Pilze Schleisens (1885—1908)
- Untersuchungen über Pachyma und Mylitta (1891, в соавторстве с Ф. Коном)

## Роды, описанные Шретером
Шретер описал множество родов, включая:
- Aleurodiscus
- Ceratiomyxa
- Clavulina
- Daedaleopsis
- Dicranophora
- Hygrophoropsis
- Plasmopara
- Sclerospora
- Sorosphaera
- Synchephalastrum

## Роды грибов, названные в честь Й. Шрётера
- Schroeterella Syd., 1922, nom. illeg. [syn.  Puccinia Pers., 1801]
- Schroeteria G.Winter, 1881, nom. nov.
- Schroeteriaster Magnus, 1896 [syn.  Uromyces (Link) Unger, 1833]